# Pétanque-Weltmeisterschaft 2023
Die Pétanque-Weltmeisterschaft 2023 war die 50. Ausgabe der Pétanque-Weltmeisterschaft bei den Männern. Sie fand vom 8. bis 17. September 2023 in Cotonou statt, dem Hauptort des westafrikanischen Staats Benin sowie vom 23. bis 26. November 2023 in Bangkok in Thailand (Triplette und Tir de précision der Frauen und Jugend).

## Hintergrund (WM in Benin)
Ausrichter war die Fédération Internationale de Pétanque et Jeu Provençal (FIPJP), als Gastgeber fungierte der beninische Pétanque-Verband FBP. Mehr als 30 Nationen nahmen an dem Wettbewerb teil, wobei der Anteil afrikanischer Teilnehmer aufgrund der geringeren Reisedistanz bzw. Reisekosten im Vergleich zu außerafrikanischen Weltmeisterschaften höher war. Für Benin war es das erste weltweite Sportereignis dieser Größenordnung, welches man vor Ort organisierte. Als Veranstaltungsort wurde im April 2023 ein Ort hinter der Esplanade de l’Amazone in Cotonou, bei dem sich das Monument Amazone befindet, kommuniziert.
Die deutschen Starter Moritz Rosik und Matthias Laukart verloren ihr Halbfinale in der Disziplin Doublette gegen die beninischen Vertreter Marcel Gbetable und Marcel Bio und erreichten damit eine Bronzemedaille. Der Düsseldorfer Rosik gewann damit nach 2017 als erster deutscher Akteur überhaupt zwei WM-Medaillen.
Direkt im Nachgang zu den 50. Weltmeisterschaften im Pétanque wurden seitens des afrikanischen Dachverbands Confédération Africaine des Sports Boules (CASB) zwei Vertreter des beninischen Pétanque-Verbandes FBP am 20. September 2023 gesperrt: Garba Yaya (Präsident) „bis auf weiteres“ für alle Aktivitäten auf nationaler wie internationaler Ebene sowie Hospice Mètoli (Leiter Kommunikation) für alle Aktivitäten für eine Dauer von drei Jahren. Dem Verbandspräsidenten wurde unpassendes Verhalten bei der Übergabe der Trophäen und Medaillen bei der Abschlusszeremonie vorgeworfen und dem Kommunikationsleiter „unhöfliche Äußerungen“ gegenüber CASB-Mitgliedern sowie leichtfertige Fehler bei der Kommunikationsarbeit.

## Teilnehmende Nationen (in Benin)
| 12 aus Europa | Deutschland | Estland        | Frankreich         | Lettland  | Polen          | Schottland |
|               | Slowakei    | Spanien        | Tschechien         | Türkei    | Ukraine        | Ungarn     |
| 17 aus Afrika | Algerien    | Benin          | Burkina Faso       | Dschibuti | Elfenbeinküste | Guinea     |
|               | Komoren     | Republik Kongo | Mali               | Marokko   | Mauretanien    | Niger      |
|               | Senegal     | Seychellen     | Togo               | Tschad    | Tunesien       |            |
| 5 aus Asien   | Kambodscha  | Kasachstan     | Japan              | Libanon   | Thailand       |            |
| 3 aus Amerika | Kanada      | Mexiko         | Vereinigte Staaten |           |                |            |

## Ergebnisse
| Wettbewerb           | Ausgabe | Gold                                                                               | Silber                                                                     | Bronze |
| -------------------- | ------- | ---------------------------------------------------------------------------------- | -------------------------------------------------------------------------- | --- |
| Triplette            | 50      | Thailand Sarawut Sriboonpeng, Supan Thongphoo, Thanawan Toosewha, Ratchata Khamdee | Spanien J.Carlos Mata, José Luis Guasch, Jesus A. Escacho, Sergi Rodriguez | Frankreich Dylan Rocher, Christophe Sarrio, Stephane Robineau, Mickael Bonetto Burkina Faso Moustapha Baguian, Boureima Ouedraogo, Ousmane Ouedraogo, Nestor Zorome |
| Tir de précision     | 17      | Frankreich Dylan Rocher                                                            | Thailand Ratchata Khamdee                                                  | Togo Akolly Desire Akkollor Republik Kongo Fretas Evrard Maboundou                                                                                                  |
| Tête-à-tête (Männer) | 5       | Thailand Ratchata Khamdee                                                          | Tunesien Mohamed Khaled Bougriba                                           | Frankreich Christophe Sarrio Kambodscha Sin Vong |
| Doublette (Männer)   | 4       | Frankreich Christophe Sarrio, Dylan Rocher                                         | Benin Marcel Gbetable, Marcel Bio                                          | Deutschland Matthias Laukart, Moritz Rosik Kambodscha Sin Vong, Thong Chhoeun                                                                                       |
| Tête-à-tête (Frauen) | 5       | Tunesien Mouna Beji                                                                | Algerien Gidgia Ait Idir                                                   | Kambodscha Ouk Sreymom Frankreich Nelly Peyre |
| Doublette (Frauen)   | 4       | Thailand Nantawan Fuangsanit, Sunitra Phuangyoo                                    | Frankreich Nelly Peyre, Audrey Bandiera                                    | Algerien Gidgia Aït Idir, Nadia Djiabri Spanien Aurelia Blasquez Ruiz, Sara Diaz Reyes                                                                              |
| Doublette Mixte      | 4       | Benin Laïma Sambo, Marcel Gbetable                                                 | Frankreich Audrey Bandiera, Dylan Rocher                                   | Burkina Faso Alliance Ramde, Nestor Zorome Thailand Nantawan Fuangsanit, Sarawut Sriboonpeng                                                                        |